# Фабіо Абреу
Фабіо Гонсалвіш Абреу (порт. Fábio Abreu; 29 січня 1993, Лісабон) — ангольський футболіст, нападник клубу «Бейцзін Гоань», а також національної збірної Анголи.

## Клубна кар'єра
Фабіо народився в Лісабоні у сім'ії вихідців з Анголи. Ще в дитинстві його сім'я переїхала до Манчестера, де вн навчався в одному з коледжів. На юнацькому рівні Абреу виступав за клуби з Бейкапа та Мосслі.
У липні 2011 Фабіо вів перемовини про підписання контракту з «Бенфікою» але зрештою уклав трирічний контракт з клубом «Марітіму». У дорослому футболі дебютував на аматорському рівні за «Рібейра Брава», де він грав на правах оренди.
Більшу частину свого першого контракту, Фабіо відіграв за другу команду «Марітіму Б». У травні 2014 сторони продовжили контракт до 2017 року. В основномі складі футбольного клубу «Марітіму» зіграв 1 лютого 2015 проти клубу «Академіка» (Коїмбра), гра завершились внічию 1−1.
10 липня 2017, як вільний агент Абреу уклав дворічний контракт з клубом «Пенафієл». 21 жовтня 2017 нападник відзначився хет-триком у переможному матчі 4–1 проти Спортінг Б.
У червні 2019 Абреу повернувся до Прімейри підписавши трирічний контракт з «Морейренсе». 11 серпня відкрив лік забитим голам в новій команді.
13 жовтня 2020 року підписав контракт з клубом «Аль-Батін». У липні 2022 перейшов до команди «Хаур-Факкан». Наступного року підписав однорічну угоду з китайським клубом «Бейцзін Гоань».

## Виступи за збірну
6 вересня 2019 року дебютував в офіційних матчах у складі національної збірної Анголи. 10 вересня забив свій єдиний гол за збірну.